# 교쿠요촌
교쿠요촌(旭陽村)은 일본 효고현 이보군에 설치되었던 촌이다. 현재의 히메지시의 일부에 해당한다.